# Družinski dnevnik
Družinski dnevnik je slovenski črno-beli komični film iz leta 1961 v režiji Jožeta Galeta po scenariju Ferda Godine. Film govori o družini, v kateri je oče prezaposlen zaradi javne funkcije, zato družina komunicira preko dnevnika. 

## Igralci
- Stane Sever kot Tone Smrekar
- Stane Potokar kot Nadižar
- Jurij Souček kot Jani
- Lev Kreft kot Janez
- Ruša Bojc kot hišnica
- Vladimir Skrbinšek kot Brglez
- Lojze Potokar kot prvi poslušalec
- Drago Makuc kot Pogačnik
- Janez Škof kot poslovodja
- Aleksander Valič
- Franci Presetnik
- Anka Cigoj
- Jože Zupan
- Metka Bučar